# A14 (Botswana)
Die A14 ist eine Fernstraße in Botswana. Sie beginnt in Orapa an der A30 und endet in Palapye an der A1. Sie ist 248 Kilometer lang und durchquert die siebtgrößte Stadt des Landes, Serowe.